# 아오야마잇초메역
아오야마잇초메역(일본어: 青山一丁目駅 아오야마잇초메에키[*])은 일본 도쿄도 미나토구에 있는 철도역이다.

## 역 구조
한조몬 선 승강장과 오에도 선 승강장 사이에는 연결 개찰구가 있고 도쿄 도 교통국에서 관할한다. 또한, 긴자 선에서 오에도 선 사이의 개찰구 내 환승은 한조몬 선 승강장을 경유해야 한다. 한조몬 선 승강장에서의 환승 안내 표지판도 도쿄 도 교통국 사양의 것으로 설치되어 있다.

### 도쿄 지하철
긴자 선은 상대식 승강장 2면 2선, 한조몬 선은 섬식 승강장 1면 2선의 지하역이다.
아오야마도리의 지하에 2개 노선이 다니고 있지만 동일한 층에 플랫폼이 있는 오모테산도 역과 달리 긴자 선은 지하 1층, 한조몬 선은 지하 3층에 플랫폼이 있다.

#### 승강장
| 1 | 긴자 선   | 시부야 방면                                 |
| 2 | 긴자 선   | 아카사카미쓰케・긴자・우에노・아사쿠사 방면 |
| 3 | 한조몬 선 | 오모테산도・시부야・주오린칸 방면           |
| 4 | 한조몬 선 | 오시아게・구키・미나미쿠리하시 방면         |

### 도쿄 도 교통국
섬식 승강장 1면 2선의 지하역이다.
과거에는 기타아오야마 방면 개찰구 앞에 정기권 발매소가 설치되었다가, 나중에 폐쇄되고 자동 매표기 부스와 병설되어 자동 정기권 발매기가 설치되었다. 정기권 발매소 부지에는 2007년 3월 30일에 내츄럴 로손이 개업하였지만 현재는 패밀리 마트로 운영 중이다.

#### 승강장
| 1 | 도영 지하철 오에도 선 | 롯폰기・다이몬 방면         |
| 2 | 도영 지하철 오에도 선 | 도초마에・히카리가오카 방면 |

## 역세권 정보
- 국도 제246호선
- 동궁어소 (아카사카 어용지)
- 파크 액시스 아오야마 1초메 타워
  - 미나토 구립 아카사카 도서관
- 메이지 기념관
- 메이지 진구 야구장
- 지치부노미야 럭비장
- 아오야마 빌딩
- 신아오야마 빌딩
- 아카사카 우체국
- 아오야마 타워 플레이스
- 혼다 기연 공업 본사
- NHK 문화센터 본사
- 아오야마 영원
- 미나토 구 아카사카 구민 센터
- 도쿄 도립 아카사카 고등학교
- 미나토 구립 아오야마 중학교
- 메이지 기념 회화관
- 경시청 아카사카 경찰서
- 주일 대사관
  -  독일
  -  이라크
  -  캄보디아
  -  캐나다
- 닛테쓰 스미카나 물산 도쿄 본사

## 역사
- 1938년 11월 18일: 도쿄 고속철도(현재의 긴자 선)의 역이 영업 개시.
- 1941년 9월 1일: 도쿄 고속철도의 개편에 따라 제도고속도교통영단(에이단 지하철)에게 경영을 양도함.
- 1954년 8월 27일: 긴자 선의 역 확장 공사가 결정됨.
- 1978년 8월 1일: 한조몬 선의 역이 영업 개시, 환승역이 됨.
- 2000년 12월 12일: 오에도 선의 역이 영업 개시.
- 2004년 4월 1일: 도영지하철 민영화로 긴자 선과 한조몬 선의 역은 도쿄 메트로의 역이 됨.
- 2016년
  - 3월 26일: 도쿄 메트로와 도에이 지하철의 개찰 통과 서비스 실시.
  - 4월 1일: 도에이 지하철의 관구제 실시에 따라, 오에도 선은 다이몬 역무 관리소에서 다이몬 역무구 관할로 됨. 동시에 아오야마 역 무구가 설치되어 다이몬 역무구에서 롯폰기 역 ~ 요요기 역 간 이관됨.
  - 8월 15일: 긴자 선 승강장에서 안내견을 데리고 승강장을 걷던 시각 장애자인 남성이 승강장 선로에 떨어져서 전차에 치어 숨지는 사고 발생.[1]
  - 11월: 5,6일 및 19,20일에 긴자 선 시부야 역 선로 전환 공사에 따라 긴자 선의 당역 ~ 오모테산도 역간 단선 병렬 운전 실시.[2]

## 인접역
| 도쿄 메트로 긴자 선         | 도쿄 메트로 긴자 선 | 도쿄 메트로 긴자 선                   |
| --------------------------- | ------------------- | ------------------------------------- |
| G 03 가이엔마에 시부야 방면 | 긴자 선             | 아카사카미쓰케 G 05 아사쿠사 방면     |
| 도쿄 메트로 한조몬 선       |                     |                                       |
| Z 02 오모테산도 시부야 방면 | 한조몬 선           | 나가타초 Z 04 오시아게 방면           |
| 도쿄 도 교통국 오에도 선    |                     |                                       |
| E 23 롯폰기 도초마에 방면   | 오에도 선           | 고쿠리쓰쿄기조 E 25 히카리가오카 방면 |